# Королевский университет Бутана
Королевский университет Бутана (дзонг-кэ འབྲུག་རྒྱལ་འཛིན་གཙུག་ལག་སློབ་སྡེ་, вайли brug rgyal-'dzin gtsug-lag-slob-sde), основанный 2 июня 2003 года, является главным учебным заведением Королевства Бутан. Он был создан для консолидации управления высшим образованием страны. Университет был основан на базе 11-ти колледжей и институтов, расположенных в разных городах Бутана. Основным принципом, оказавшим влияние на правительство в сфере развития высшего образования в Бутане, был принцип равноправия.

## Структура университета
В состав университета входят:
- Колледж науки и технологии (англ. College of Science and Technology)[1] (Ринчендинг, Пхунчолинг)
- Бизнес-колледж Гаедду (англ. Gaeddu College of Business Studies)[2] (Геду, Чукха)
- Институт народной медицины[3] (Тхимпху)
- Бутанский институт исследования языка и культуры[4] (Семтокха, Тхимпху)
- Колледж Шерубце[5] (Канглунг, Трашиганг)
- Педагогический колледж (англ. Paro College of Education)[6] (Паро)
- Педагогический колледж (англ. Samtse College of Education)[7] (Самце)
- Королевский медицинский институт[8] (Тхимпху)
- Колледж природных ресурсов (англ. College of Natural Resources)[9] (Лобеса, Тхимпху)
- Политехнический институт имени Джигме Кхесар Намгьял Вангчук (англ. Jigme Namgyel Engineering College)[10] (Деватханг, Самдруп-Джонгхар)
- Королевский институт управления[11] (Симтокха, Тхимпху)

Королевский университет Бутана поддерживает тесные связи с другими университетами мира: университетом Нью-Брансуика, Международной школой по подготовке специалистов в США, университетом Зальцбурга (Австрия), университетом Дели и другими учебными заведениями в области обмена студентами и стажировки преподавателей.
Почётным ректором университета является король Бутана Джигме Кхесар Намгьял Вангчук, а его заместителем дашо Пема Тинлей.
Институт исследования языка и культуры планируется перенести в Такци (дзонгхаг Тронгса) и увеличить количество студенов до пятисот. Основной задачей института является сохранение и развитие национального языка Бутана дзонг-кэ.
Бутанский исследовательский центр в Тхимпху первоначально также планировалось включить в состав университета, но он сохранил свой независимый статус.